# Kostel svatého Vavřince (Želina)
Kostel svatého Vavřince je římskokatolický kostel zasvěcený svatému Vavřinci v Želině v okrese Chomutov. Od roku 1963 je chráněn jako kulturní památka. Stojí na okraji terénní hrany na pravém břehu Ohře vysoko nad řekou. U kostela stojí fara a několik dalších domů, ale vlastní vesnice Želina se nachází o půl kilometru dál na východ. Okolo kostela procházela stará obchodní cesta z Kadaně do Žatce.

## Historie
I když první písemná zmínka o Želině pochází teprve z roku 1337, pozdně románský kostel vznikl během první třetiny 13. století. Původně byl patronem kostela svatý Gothard. Patronátní právo ke kostelu měli čeští králové. Karel IV. roku 1356 jmenoval místním farářem klerika Mikuláše, který však o rok později zemřel na mor. Roku 1389 dosadil Václav IV. faráře Pavla. Podle zápisu z roku 1485 později přešel patronát na město Kadaň. Letopočet 1484 na západním portálu datuje pozdně gotickou přestavbu kostela a o rok později je poprvé zmiňováno zasvěcení svatému Vavřinci. Od konce 16. století získali kostel kadaňští luteráni, kteří zde po uzavření kostela Stětí svatého Jana Křtitele v Kadani křtili děti.

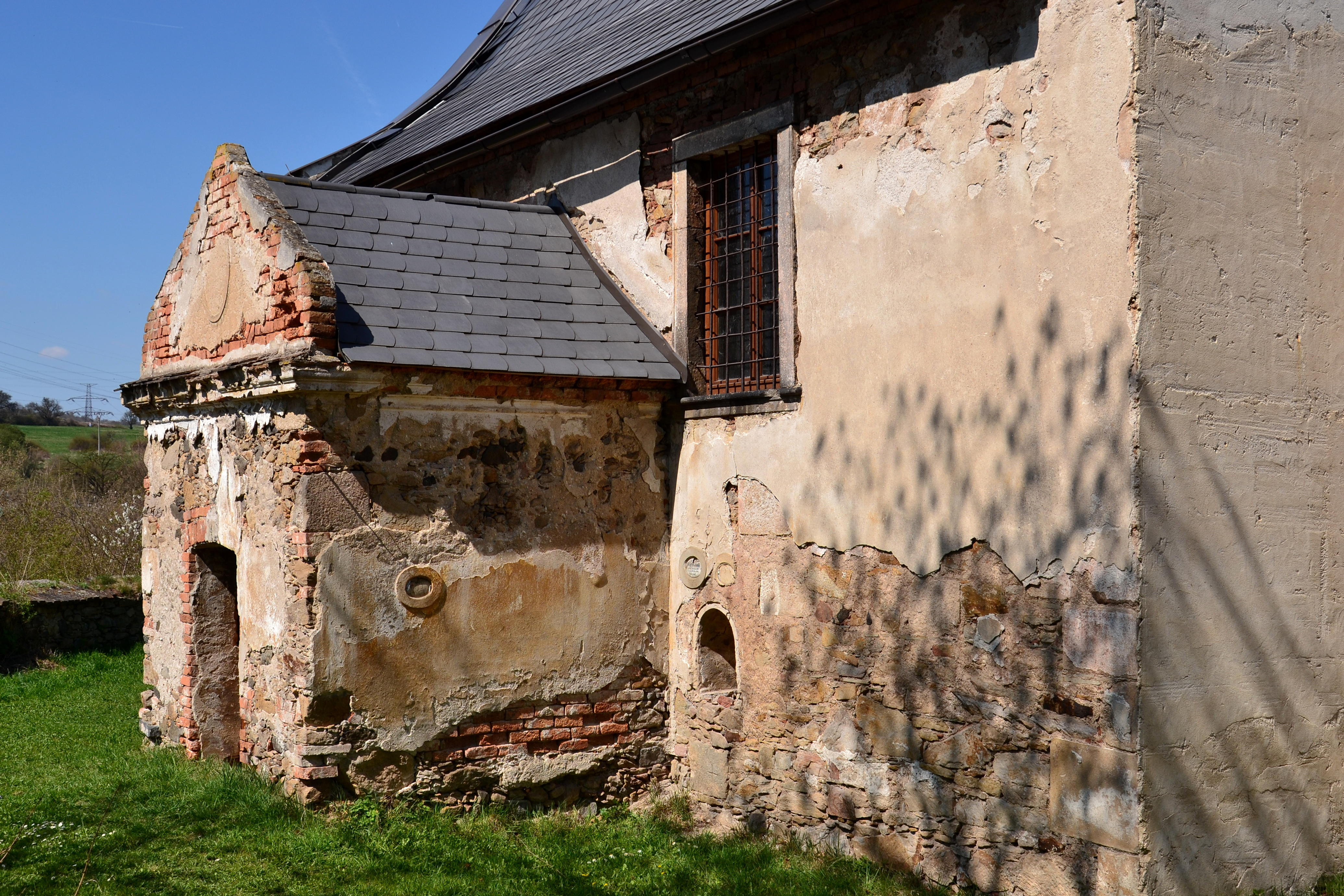
Předsíň

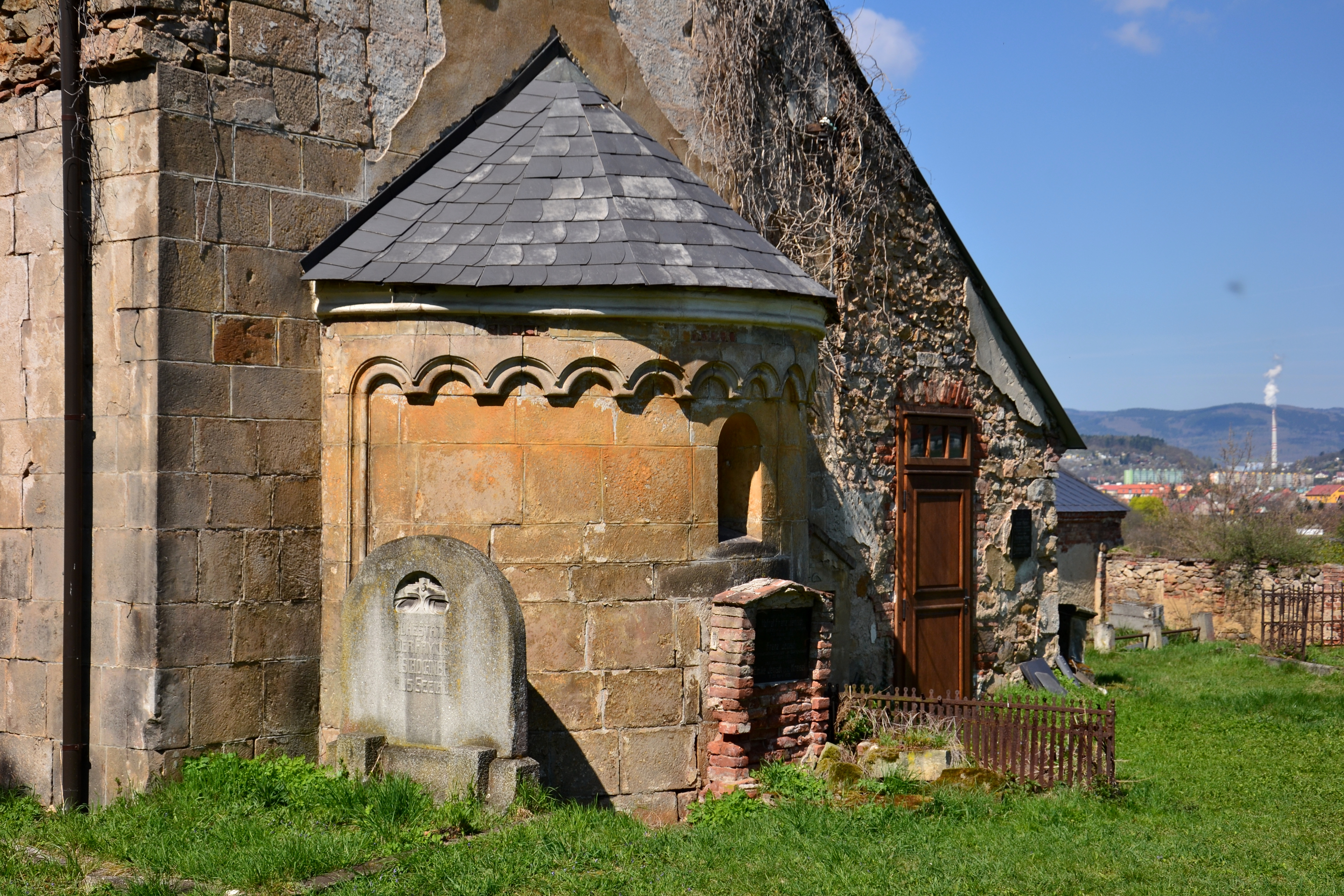
Apsida

Později se kostel stal součástí vintířovského panství. Erb na zdi sousední fary patří majiteli panství, hraběti Adamu Filipu Losymu z Losinthalu, který jako poslední mužský potomek svého rodu zemřel roku 1781. Od roku 1848 přešla Želina k milžanskému panství.
Menší úpravy kostela proběhly roku 1906. Roku 1961 kostel vyhořel a na ruinu byl vystaven demoliční výměr, ale ke zbourání nedošlo. Jiný pramen udává jako rok požáru 1966. S přihlédnutím k architektonické hodnotě proběhl archeologický výzkum, který odkryl například původní románské maltové podlahy. Na konci sedmdesátých let 20. století byl kostel opraven, ale nebyl využíván a opět chátral. Až v roce 1992 byl postaven nový krov a střecha z břidlicové krytiny.

## Popis
Větší část kostela je tvořena gotickým dvoulodím se středovým sloupem. V jeho stavbě byly druhotně použity dva starší portály. Na gotickou část navazuje presbytář tvořený lodí původního románského kostela dlouhý 13,7 m a vyzděný z pravidelných kvádrů. Okna, s výjimkou nejmenšího na jižní straně, jsou nejspíše barokního původu. Na počátku 18. století byla k jižní straně přistavěna předsíň.
Na románskou loď navazuje apsida s malým obloukovým oknem. Podstřešní římsa je zdobená obloučkovým vlysem, který v místě napojení na kostel přechází do lizény.

## Vybavení

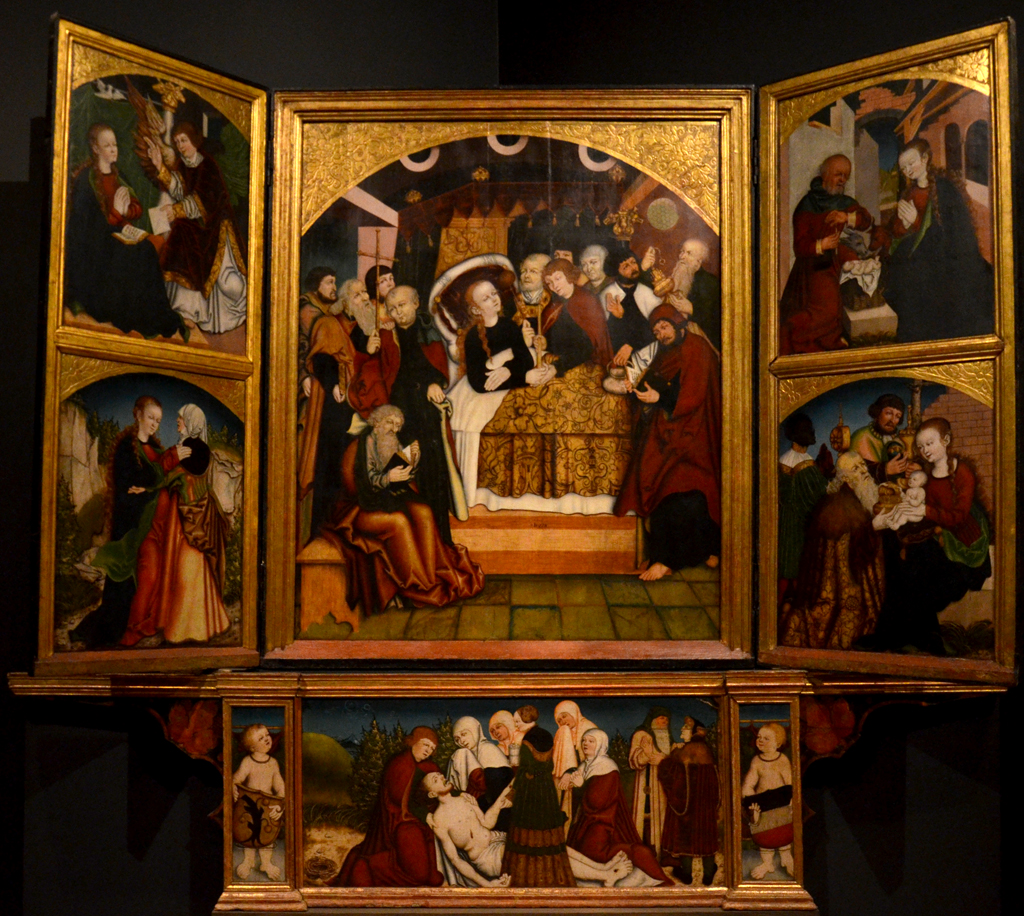
Želinský oltář Mistra IW

V kostele se nachází pozdně románská křtitelnice. Oltáře svaté Barbory a Želinský oltář Mistra IW byly z kostela odvezeny ještě před požárem a uloženy v chomutovském muzeu. Oltář svaté Barbory pochází z doby po roce 1524 z dílny malíře Hanse Hesse. Na predele oltáře je obraz s trojicí postav. Zleva se jedná o postavy svaté Otýlie a svaté Anny Samotřetí. Třetí postava bývá považována za svatou Martu, ale podle atributů (koruna na hlavě, kříž v pravé a kniha v levé ruce, drak ležící na knize) je vyobrazena spíše svatá Markéta.
Na predele Želinského oltáře Mistra IW z roku 1526 je obraz scény Oplakávání Krista. Tělo mrtvého Krista obklopují klečící svatý Jan Evangelista, tři Marie, Panna Maria Sedmibolestná a Marie Magdalena. Scénu doplňují méně obvyklé postavy Josefa z Arimatie a Nikodéma. Podle realistického renesančního oblečení posledních tří postav jde zřejmě o portréty donátorů oltáře. Hypoteticky se jedná o Opla z Fictumu staršího, který symbolicky předává své panství vnukovi Oplu z Fictumu mladšímu. Právě Opl mladší byl donátorem oltáře. Žena, která stojí u Kristových nohou, je nejspíše Oplova manželka, rozená Perglárová z Perglasu. Hypotézu podporují dva putti po stranách hlavního obrazu, kteří drží erby Fictumů a Perglárů.

## Galerie

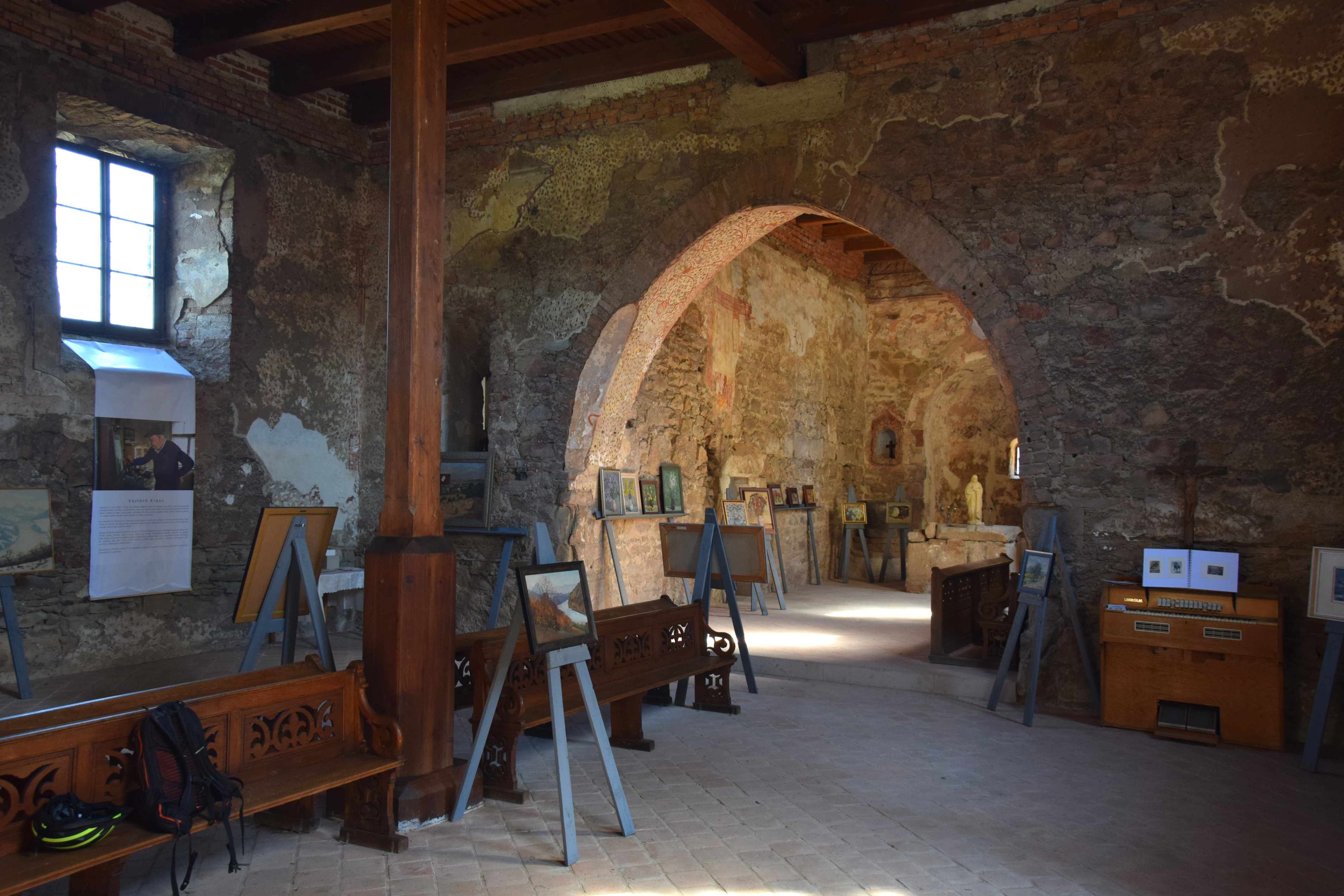
Loď s vítězným obloukem a presbytářem
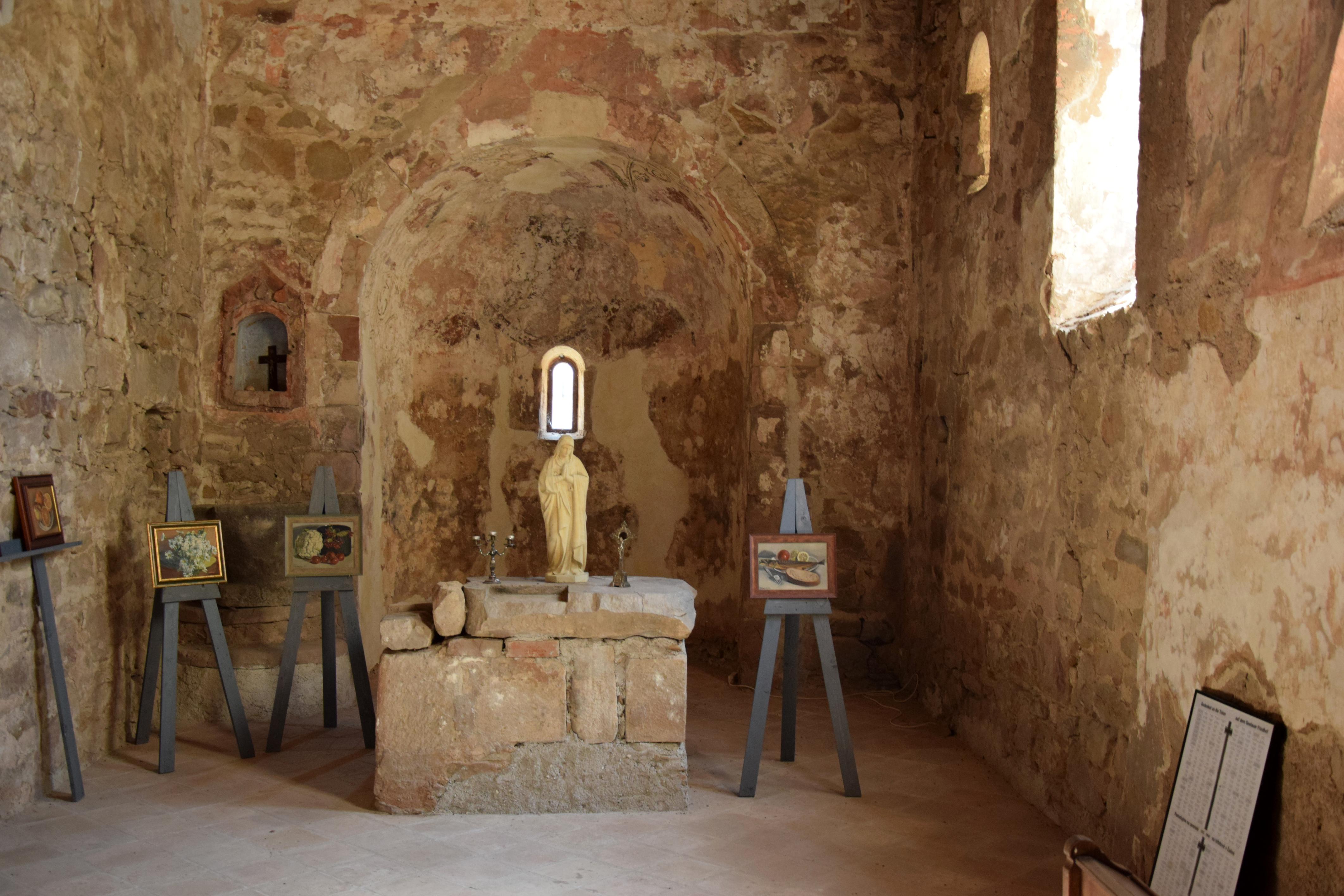
Presbytář
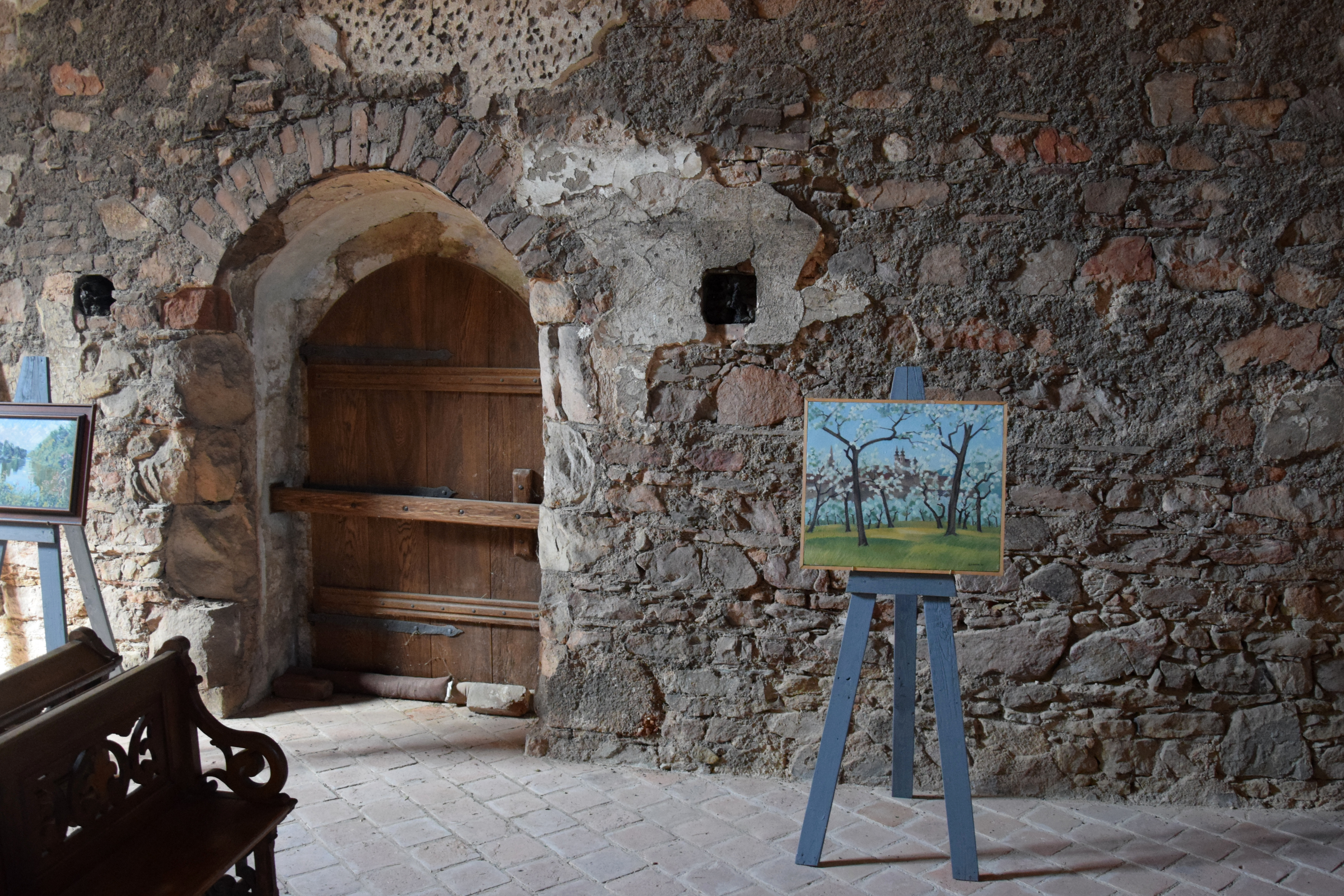
Západní vstupní portál
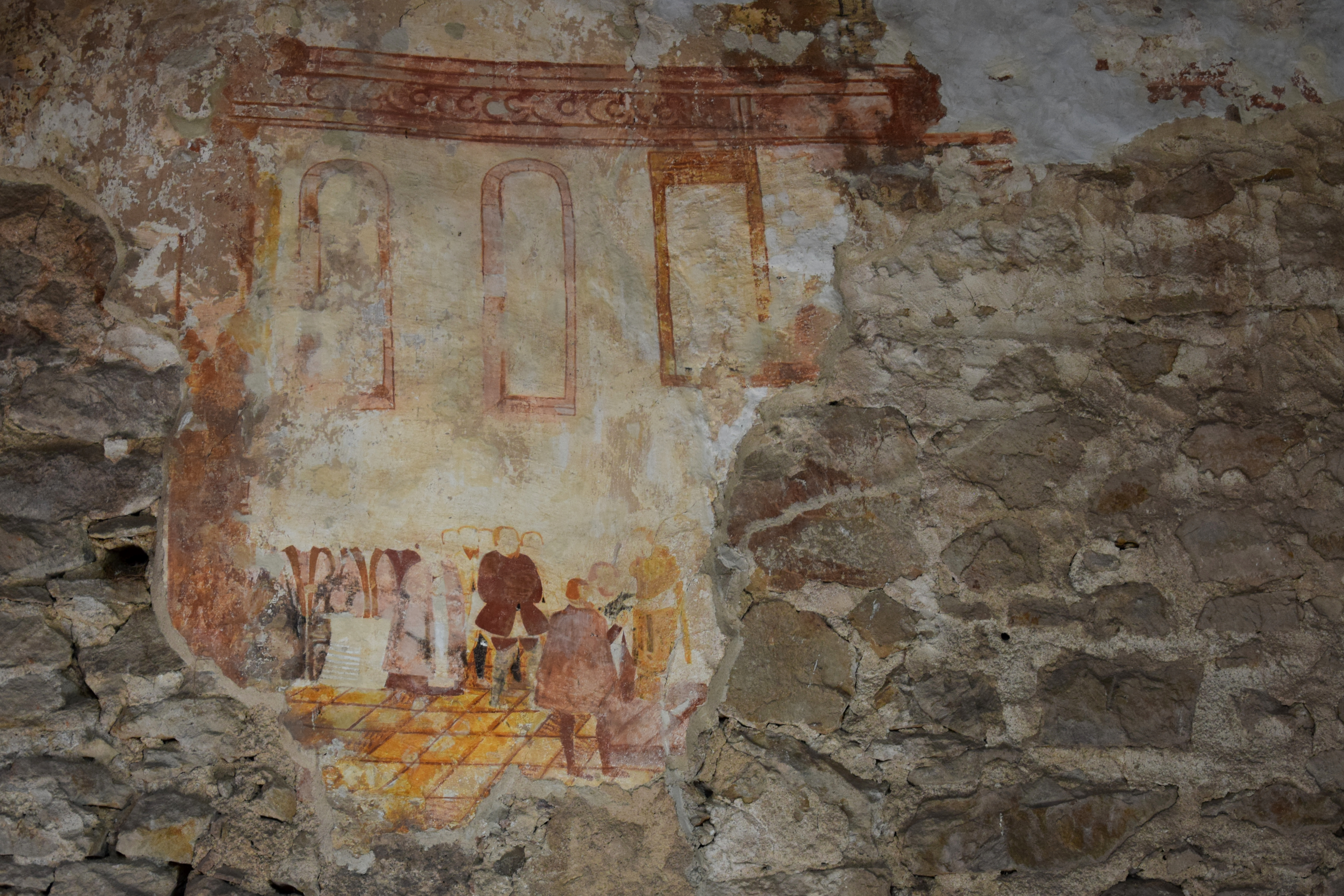
Malba na severní zdi presbytáře
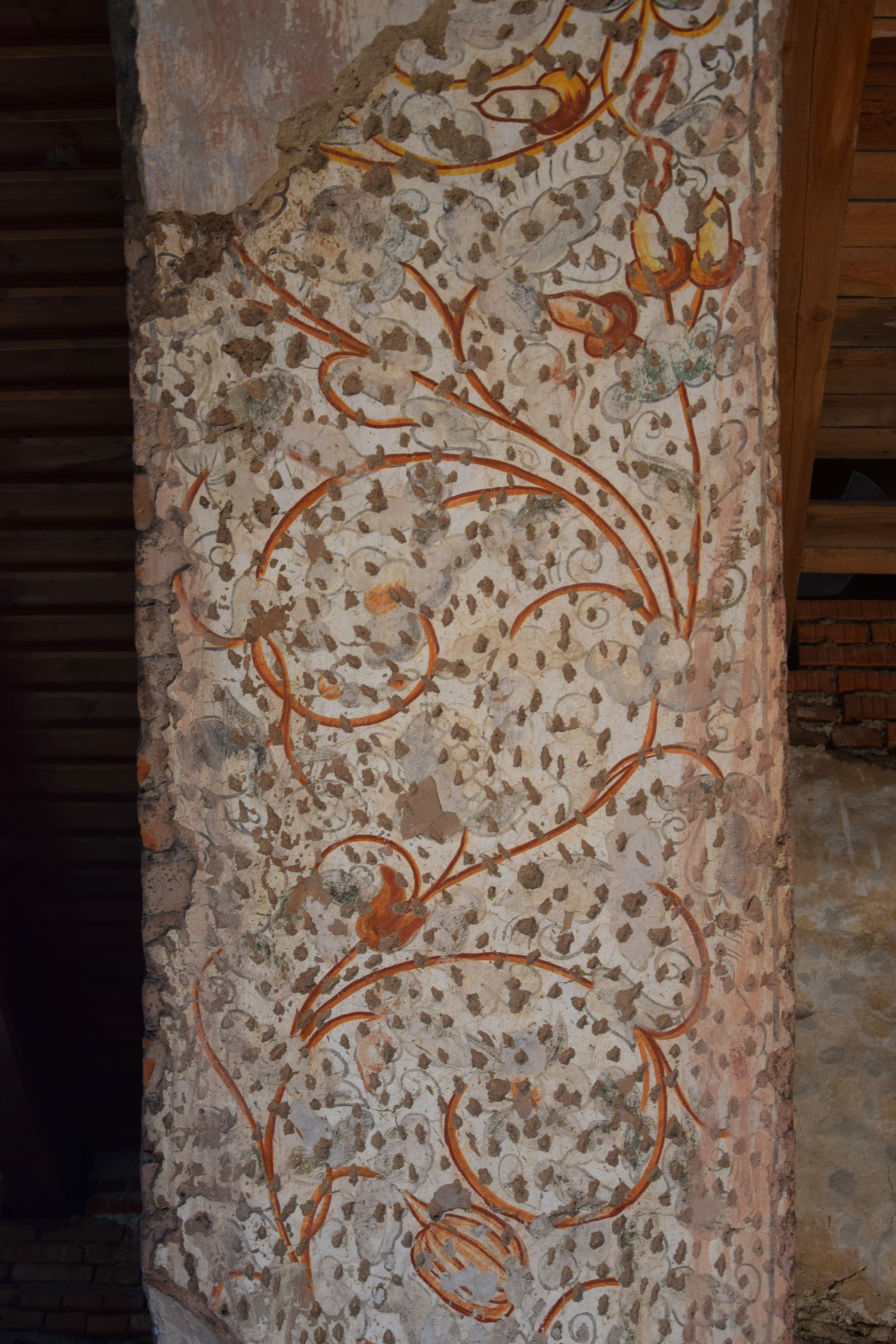
Malba na vítězném oblouku